# Elizabeth Ofosu-Agyare
Elizabeth Ofosu-Adjare (sinh ngày 1 tháng 3 năm 1974) là cựu Bộ trưởng Bộ Du lịch, Văn hóa và Nghệ thuật Sáng tạo Ghana. Bà được Tổng thống John Mahama bổ nhiệm vào vị trí này vào năm 2013 khi ông thành lập chính phủ thực chất đầu tiên của mình. Bà là thành viên của Đại hội Dân chủ Quốc gia.

## Tuổi thơ và giáo dục
Bà Elizabeth Ofosu-Adjare là người thứ ba trong số mười bà gái sinh ra từ cha mẹ, cố lãnh đạo Hon Adjei-Mensah, một luật sư, doanh nhân và chính trị gia và bà Adjei-Mensah là một nữ doanh nhân. Bà đã học trường trung học St Monica ở Mampong, Kumasi, nơi bà đã đạt được cả hai chứng chỉ O & A của mình. Elizabeth Ofosu-Adjare sau đó đã chuyển đến Đại học Khoa học & Công nghệ Kwame Nkrumah nơi bà có bằng Cử nhân Nghệ thuật Khoa học Xã hội. Bà tiếp tục đến Đại học Ghana, Legon để theo đuổi các nghiên cứu sâu hơn trong lĩnh vực Luật và nhận được bằng danh dự về LLB vào năm 2002. Sau đó, bà đã lấy được bằng Luật năm 2004.

## Sự nghiệp
Bà Elizabeth Ofosu-Adjare bắt đầu thực hành pháp lý của mình với Holy Trinity Chambers ở Kumasi, Vùng Ashanti năm 2004 và trở thành đối tác của Công ty. Bà cũng trở thành luật sư cho Chương trình Trợ giúp Pháp lý ở Vùng Ashanti. Bà là thành viên Hội đồng quản trị của Công ty tài chính Multi Trust tại Kumasi từ năm 2004 cho đến nay. Bà hiện là thành viên hội đồng quản trị của Liên đoàn Hàng hóa Limited.
Bà được Tổng thống Cộng hòa Ghana bổ nhiệm vào Hội đồng Nhà máy lọc dầu Tema vào năm 2009 và phục vụ từ năm 2009-2013. Bà Elizabeth Ofosu-Adjare đáng kính được bổ nhiệm vào ngày 1 tháng 3 năm 2013 bởi Tổng thống John Dramani Mahama mới được thành lập / sắp xếp lại Bộ Du lịch, Văn hóa & Nghệ thuật Sáng tạo.

## Công trình
Với tư cách là Bộ trưởng Bộ, bà đã làm việc đáng tin cậy với mười bốn (14) Cơ quan thuộc Bộ của mình và đã giới thiệu các chương trình du lịch sáng tạo / mới lạ như một sự bổ sung cho các sản phẩm & Ưu đãi Du lịch của Ghana. Đáng nói đến là dự án #ExploreGhana được ra mắt vào năm 2013 nhằm kích thích và thúc đẩy du lịch nội địa ở Ghana. Sau ba năm ra mắt, du lịch nội địa đã nhận được sự phủ sóng rộng rãi của các cơ quan truyền thông & tổ chức. Do đó, đảm bảo đất nước đang quảng bá '' Du lịch có trách nhiệm '', nơi cung cấp hỗn hợp sản phẩm du lịch đa dạng, mà cả khách du lịch trong nước và quốc tế đều được hưởng lợi.
Một lễ hội truyền thống lớn khác được giới thiệu là Lễ hội Đồng nhất cho Nhà nước GA. Lần đầu tiên tại Ghana, bà đã nuôi dưỡng Lễ hội Đồng nhất này để đảm bảo Vùng Greater Accra có lễ hội thương hiệu riêng. Bà cũng đã tái cấu trúc Liên hoan Nghệ thuật & Văn hóa Quốc gia (NAFAC) và Lễ hội Ghana nổi tiếng được giới thiệu trong năm đầu tiên của bà tại văn phòng. Bà cũng được ghi nhận với việc thành lập Ban thư ký thuế du lịch để giúp cải thiện việc thu và thanh toán tiền thuế du lịch 1%. Khoản thuế này đã tạo ra nguồn vốn đáng kể cho việc thực hiện các dự án du lịch, đặc biệt là trong lĩnh vực xây dựng năng lực và xúc tiến du lịch.
Những thành tựu khác của bà Ofosu-Adjare là trong khuôn khổ lập pháp để hỗ trợ công việc của ngành Nghệ thuật sáng tạo. Hiện tại bà đang dẫn đầu về việc thông qua Dự luật phim, đã thông qua nội các và được dự kiến sẽ đưa ra Nghị viện để trở thành luật. Dự luật mới này thay thế Đạo luật Phim cũ năm 1961 và đây là lần đầu tiên một khung pháp lý mới như vậy được đưa ra để đảm bảo ngành Điện ảnh và Truyền hình có được sự ủng hộ pháp lý rất cần thiết ở Ghana.
Bà đã lãnh đạo một Phái đoàn Chính phủ có quyền lực cao để cùng với sự trở lại của Quốc vương Ashanti, Asantehene Otumfuo Osei II đến Quần đảo Seychelles, nơi Vua của Ashanti, Nana Prempeh I bị gửi đi lưu vong trong cuộc chiến Ashanti-Anh năm 1900. Đó là lần đầu tiên một vị vua Ashanti ngồi thăm quần đảo Seychelles.
Ở cấp độ quốc tế, bà đã dẫn đầu ngành du lịch của Ghana bằng cách liên tục xuất hiện tại các hội chợ và triển lãm du lịch lớn như Thị trường du lịch thế giới, Bourse du lịch quốc tế (ITB), Hội chợ du lịch quốc tế FITUR, Hội chợ du lịch Vakantiebeurs và Thị trường du lịch nước ngoài Trung Quốc (COTTM). Chưa bao giờ Ghana được bán trên thị trường quốc tế kể từ ba năm cuối cùng của nhiệm kỳ làm Bộ trưởng Bộ.
Bà vận động đồng nghiệp Bộ trưởng Châu Phi và các nhân vật hàng đầu của Tổ chức Du lịch Thế giới Liên Hợp Quốc (UNWTO) tổ chức hội nghị Brand Phi đầu tiên tại Accra vào tháng 8 năm 2015. Vai trò nổi tiếng và tràn đầy năng lượng của bà trong vấn đề Du lịch Quốc tế đã giúp Ghana trở thành được bầu vào Hội đồng điều hành của cơ quan du lịch LHQ tại Phiên họp UNWTO lần thứ 21 tại Medellin Colombia.

## Cuộc sống cá nhân
Bà kết hôn với ông Lawrence Ofosu-Adjare, Quản trị viên Dịch vụ Y tế có hai con, Lawrence Paapa Ofosu-Adjare và Lauren Maame Ofosu-Adjare.